# Annerie Weber
Annerie Maria Magdalena Weber (nascida em 2 de julho de 1967) é uma política sul-africana que actua como membro da Assembleia Nacional da África do Sul. Membro da Aliança Democrática, ela foi eleita para o Parlamento em maio de 2019. Weber serviu como presidente do caucus do DA no município do distrito de Nkangala entre 2015 e 2019.

## Educação
Weber obteve um BMus e um BA com honras em Psicologia pela North-West University. Ela também obteve um diploma em relações industriais no Vaal Triangle Campus. Ela possui diploma de ensino superior pela Universidade da África do Sul. Weber obteve um certificado de monitorização e avaliação da Escola Nacional de Governança.

## Política
Weber serviu como directora provincial da Aliança Democrática em Mpumalanga de 2012 a 2014. De 2015 a 2019, ela foi a presidente do caucus do partido no município do distrito de Nkangala.
Em março de 2018, ela foi eleita presidente provincial da Rede de Mulheres da Aliança Democrática.

## Carreira parlamentar
Após as eleições gerais realizadas a 8 de maio de 2019, Weber foi seleccionada para representar o Aliança Democrática no parlamento. Ela tomou posse como membro da Assembleia Nacional em 22 de maio de 2019. Em 27 de junho de 2019, ela recebeu a sua atribuição de comité.

### Atribuição do comité
- Comité de Portefólio sobre Meio Ambiente, Silvicultura e Pesca (Membro Suplente)[1]